# Marea roja

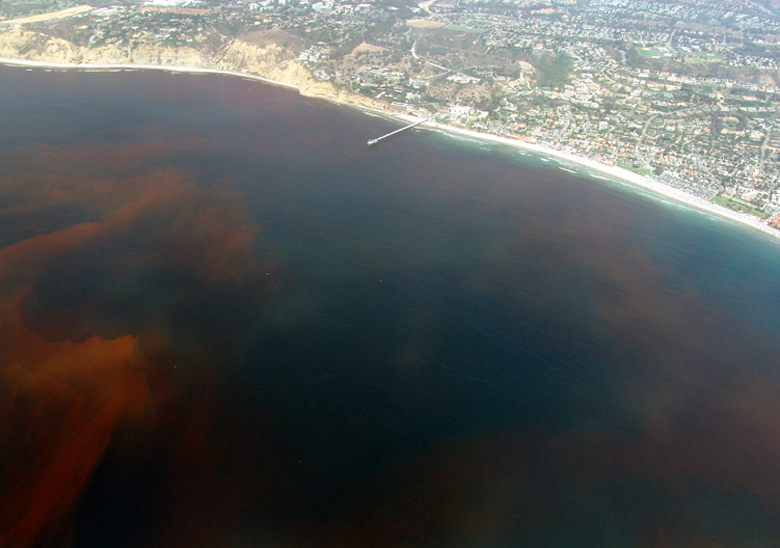
Marea roja a Califòrnia.

Una marea roja (en anglès Red tide) és el resultat de l'excessiva proliferació de microalgues en llacs, rius, la mar o altres masses d'aigües, que arriba a tenir milers o milions de cèl·lules per mil·límetre cúbic.
L'anomenada Flor d'aigua (Algal bloom) es refereix en canvi a un gran increment de les algues en l'aigua, però sense tenir la coloració roja.
Rep el nom de roja, a causa de la tinció que fan uns tipus específics de florida d'algues o altrament, Florides algals nocives (FANs).
Algunes marees roges planctòniques produeixen toxines perjudicials per l'aqüicultura especialment de mol·luscs i a la vida dels organismes aquàtics en general. Les toxines de la marea roja també afecten directament els humans.

## Impacte ambiental
Les toxines que produeix les marees roges són del tipus toxines amnèsiques, les toxines paralitzants i les toxines gàstriques.
Els pigments poden ser roig, groc, verd, de color cafè o combinacions de colors. Sovint són de color roig.